# Kilcar
Kilcar (iriska: Cill Charthaigh) är en ort i republiken Irland.   Den ligger i grevskapet County Donegal och provinsen Ulster, i den norra delen av landet, 210 km nordväst om huvudstaden Dublin. Kilcar ligger 33 meter över havet och antalet invånare är 248.
Terrängen runt Kilcar är kuperad norrut, men åt sydost är den platt. Havet är nära Kilcar söderut. Närmaste större samhälle är Killybegs, 9,2 km öster om Kilcar. 